# Tetramicra montecristensis
Tetramicra montecristensis là một loài thực vật có hoa trong họ Lan. Loài này được H.Dietr. miêu tả khoa học đầu tiên năm 1984.